# Найт, Эдмунд
Эдмунд Найт (англ. Edmund Knight; 27 августа 1827, Шеффилд, Великобритания — 9 июня 1905) — католический прелат, ординарий епархии Шрусбери.

## Биография
Эдмунд Найт родился 27 августа 1827 года во городе Шеффилд, Великобритания. 19 декабря 1857 года был рукоположён в священника.
30 мая 1879 года Римский папа Лев XIII назначил Найта титулярным епископом Корика и вспомогательным епископом Шрусбери. 27 июля 1879 года Найт был рукоположён в епископа.
25 апреля 1882 года был назначен епископом Шрусбери. 28 мая 1895 года вышел на пенсию и был назначен титулярным епископом Флавиады.
Умер 9 июня 1905 года.

## Источник
- Hierarchia Catholica Medii et Recentioris Aevi, Volume 8, стр. 228, 272, 493